# Xiaomi Pocophone F1
Le Xiaomi Pocophone F1 (Xiaomi POCO F1 en Inde) est un smartphone développé par Xiaomi Inc, une entreprise chinoise d'électronique basée à Pékin, qui a été annoncé le 22 août 2018 à New Delhi, en Inde. Bien que faisant partie de la gamme d'appareils de milieu de gamme de Xiaomi, il est équipé de spécifications haut de gamme. L'appareil est disponible dans le monde entier en nombre limité, sauf en Inde où il bénéficie d'une large disponibilité,,. Le Pocophone a souvent été considéré comme un modèle phare de la gamme Redmi de 2019, bien qu'officiellement commercialisé comme un modèle séparé et distinct. 

## Spécifications

### Matériel
Le Pocophone F1 fonctionne sur un SoC Snapdragon 845 (10 nm) avec un Adreno 630 pour gérer les graphiques. Il dispose d'un écran tactile capacitif IPS LCD de 6,18 pouces avec un ratio d'aspect de 18,7:9 et une résolution de 1080 x 2246 pixels. L'écran dispose également d'une large encoche en haut. On retrouve également la protection Gorilla Glass 3. 

#### Appareil photo

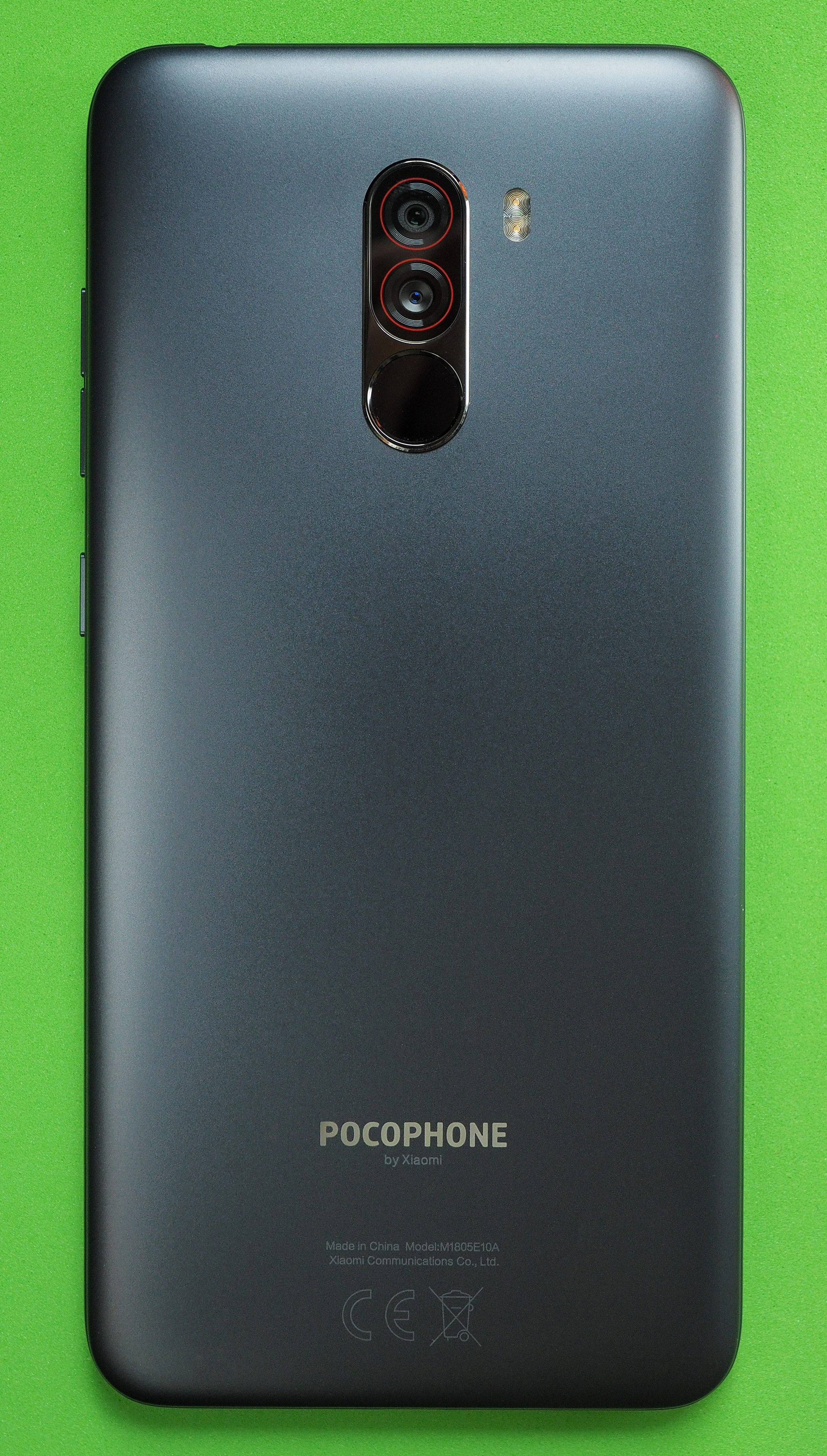
Plaque arrière du Xiaomi Pocophone F1.

Le Pocophone F1 dispose de deux caméras arrière basées sur le capteur Sony Exmor RS (CMOS empilé) IMX363 1/2,55" avec 12 MP, ouverture ƒ/1,9 et taille de pixel de 1,4 µm. Il est doté d'un autofocus à détection de phase (PDAF) à double pixel. La caméra secondaire fait office de capteur de profondeur avec 5 MP, ouverture ƒ/2.0 et taille de pixel de 1,12 µm et un flash à double LED. L'appareil photo dispose des options HDR et panorama. La vidéo peut être réalisée en mode 2160p@60fps, 1080p@60fps (gyro-EIS) ou 1080p@960fps. L'appareil photo dispose également d'un mode manuel ; les utilisateurs peuvent régler la balance des blancs (préréglages et température de la lumière), définir une vitesse d'obturation (1/1000s à 32s) et une sensibilité ISO (100-3200). Il existe également une mise au point manuelle avec focus peaking. Une mise à jour logicielle en janvier 2019 a ajouté l'enregistrement vidéo slo-mo à 960fps et le mode nuit.
À l'avant, l'appareil dispose d'une caméra selfie de 20 MP avec une ouverture ƒ/2.0 et une taille de pixel de 0,9 µm, qui dispose d'un logiciel HDR et de capacités d'analyse couplées à la technologie de grands pixels de 2μm (4-in-1 Super Pixel). Le logiciel de selfie comprend AI Beautify 4.0 et des effets bokeh précis. Les vidéos peuvent être enregistrées à 1080p@30fps. Il existe également un capteur de lumière infrarouge et une caméra infrarouge pour la reconnaissance faciale.
Les photos peuvent être prises au format JPEG ou RAW (le RAW au format DNG est disponible sur l'application « Open Camera »). L'application appareil photo dispose d'une option permettant d'inclure des filigranes dans l'image.

#### Batterie
Le Pocophone F1 est doté d'une batterie Li-Po de 4000 mAh. La batterie est de type 18W « Quick Charge 3.0 » développée par Qualcomm où le port (port USB Type-C) est largement supérieur à l'USB standard. Elle présente une endurance de 94 h, testée par GSMarena. 

#### Mémoire
Le Pocophone F1 est proposé avec des options de stockage interne de 256 Go/8 Go de RAM ou 64/128 Go avec 6 Go de RAM ; les deux ont une mémoire extensible par une carte microSD jusqu'à 256 Go qui utilise le deuxième emplacement SIM. 

### Logiciel
Le Pocophone F1 fonctionne sous MIUI 11, basé sur Android 10. Depuis le 4 mars 2020, le logiciel peut être mis à niveau vers une version stable d'Android 10. 

## Ventes
Depuis son annonce en août 2018, il est instantanément devenu le best-seller de Xiaomi avec 700 000 unités vendues jusqu'au 6 décembre 2018. Il a été le smartphone le mieux noté du troisième trimestre 2018 en Inde. 

## Problèmes
Les premiers exemplaires du téléphone présentaient des problèmes de saignement de l'écran. Certains utilisateurs de la version internationale du téléphone ont signalé des problèmes liés à un écran trop sensible. 

## Accueil
Le Pocophone F1 a reçu des critiques très positives,,. Les médias ont décrit l'appareil comme un smartphone phare à un prix avantageux,. Parmi les avantages, on trouve un bon appareil photo et une batterie solide. Le Pocophone F1 a été le deuxième du test aveugle de MKBHD sur les appareils photo des smartphones en 2018. Il a également reçu un score de 91 de DxOMark, ce qui le place entre l'iPhone 8 et le Google Pixel. 